# Magic Sword: Heroic Fantasy
« Magic Sword » redirige ici. Pour les autres significations, voir Magic Sword (homonymie).
Vous pouvez aider à l'améliorer ou bien discuter des problèmes sur sa page de discussion.
- Il ne cite pas suffisamment ses sources. Vous pouvez indiquer les passages à sourcer avec {{référence nécessaire}} ou {{Référence souhaitée}}, et inclure les références utiles en les liant aux notes de bas de page. (Marqué depuis juin 2025)
- Il n’est pas rédigé dans un style encyclopédique. (Marqué depuis juin 2025)

- Archive Wikiwix
- Bing
- Cairn
- DuckDuckGo
- E. Universalis
- Gallica
- Google
- G. Books
- G. News
- G. Scholar
- Persée
- Qwant
- (zh) Baidu
- (ru) Yandex
- (wd) trouver des œuvres sur Wikidata

Magic Sword: Heroic Fantasy (マジックソード, Magic Sword) est un jeu vidéo de beat them all développé et édité par Capcom sur CP System en juin 1990. Il a ensuite été adapté sur console de jeux vidéo,.

## Synopsis
Le héros, un barbare, doit gravir les 50 étages de la tour de Drokmar (un sorcier) pour récupérer une épée magique.

## Système de jeu
C'est un jeu à défilement horizontal où vous devez combattre (avec votre épée ou de la magie) des monstres divers pour finir chaque niveau et passer à l'étage supérieur. Vous n'aurez que deux boutons à utiliser : un pour attaquer, l'autre pour sauter. Vous trouverez de nombreux coffres dans lesquels se cachent des objets magiques, de l'énergie, des pièces d'or, des pièges ou encore des clés. Ces dernières vous permettront de libérer des personnages qui vous suivront ensuite (mais seulement un seul à la fois). Et ces personnages (huit différents, la plupart empruntés à l'heroic fantasy) auront leur propre barre d'énergie, leurs propres armes et leur propre expérience. Dans la version console, vous aurez le choix de commencer à différents étages (mais pas plus haut que le 33e) car il n'existe pas de système de sauvegarde. Ce jeu a deux fins : après avoir battu Drokmar, vous décidez, soit de prendre la sphère noire pour diriger le monde, soit de la détruire pour le sauver.

## Portages
- Super Nintendo : 1992
- PlayStation Portable : 2006, Capcom Classics Collection Remixed
- PlayStation 2 : 2006, Capcom Classics Collection Volume 2
- Xbox : 2006, Capcom Classics Collection Volume 2
- Xbox 360, (Xbox Live) : 2010, Final Fight: Double Impact
- PlayStation 3 (PlayStation Network) : 2010, Final Fight: Double Impact